# Finneskatten
Finneskatten eller finnskat, finnkaup (= dvs. "finnekøb", "finnehandel"), lappeskat eller sameskat, var en skat, som samerne (tidligere kaldet "finner") på det område, der i dag kaldes Nordkalotten, skulle betale til øvrigheden - enten til kongen eller hans indkrævere. Begrebet kendes fra sagalitteraturen. Ordet "skat" (norrønt skattr) blev benyttet om afgifter indkrævet fra områder udenfor riget; før 1300-tallet betalte nordmænd ingen skat, men "skattede" gennem forpligtelsen ved ordningen med leding. 

## Norrøn tid
I slutningen af 800-tallet, førte håløghøvdingen Ottars besøg i England til nedfældelse af hans beretninger fra hjemstavnen. Han fortalte, at samerne betalte skat i form af varer til de nordnorske høvdinger, og at Hålogalands rigdom hovedsagelig var baseret på den skat, samerne betalte dem. Enhver betalte efter sin stand. De fornemste samer måtte betale følgende:
- 15 mårskind
- 5 rensdyrskind
- 1 bjørnefeld
- 10 spande fjer
- 1 kofte af bjørneskind eller odderskind
- 2 stk. 60 alen lange skibsreb; det ene af hvalhud, det andet af sælhud[4]

## Middelalder
Senere skulle samerne også betale skat til Sverige og Rusland. I 1326 blev nordmændenes og russernes skatteret over for samerne fastslået i Novgorod-traktaten, hvorefter begge lande kunne opkræve skat fra samerne fra Lyngen-Balsfjord-området til Kolahalvøen.
Finneskatten var oprindelig en jægerskat, men fra 1530 var der to former for finneskat i Finnmark. Havfinneskatten, som blev betalt med penge og tørfisk, og fjeldfinneskatten, der blev betalt med skind, indlandsfisk og penge. Efter sigende var finneskatten ti gange højere, end hvad storbønderne i Trøndelag skulle betale på samme tid. 

## Forleningstiden
Efterhånden overtog det norske kongehus opkrævningen af finneskatten, og kongen kunne dermed give retten til at drage på finnefærd som "len" til en stormand. Det ældste bevarede regnskab med nøje opgivelse af finneskatten, er Erik Rosenkrantz' regnskab for Helgeland fra 1566/67, omhandlende dynetræk i mårskind. Der skilles ikke mellem norske og svenske samer, så der er nok tale om en afgift for at drive handel. Det næste bevarede regnskab er fra 1611/12, og opregner samernes navn og antal bjørnehuder, dynetræk og mårskind. Fra 1619 udgik finneskatten af regnskabet. Forklaringen er vel, at finneskatten som flere andre småskatter hørte "under lensmandens afgift". Kongen havde ikke krav på disse, som hørte til lensherrens indtægter efter det forleningsbrev, han årligt betalte kongen dyrt for.
I 1600-tallet gav Kalmarkrigen nordmændene eneret til at opkræve havfinneskatten. Da kong Frederik 3. i 1666 for en stor sum overdrog krongodserne i Nord-Norge til Joachim Irgens (gravlagt i Vestervig Kirke), fulgte retten til finneskatten med. Af Irgens' gods gik en del tilbage til kronen, men størstedelen til den hollandske baron de Petersen i 1682. På Helgeland ivaretog familien Sverdrup familien de Petersens interesser i årene 1711-1751, mens major Peter Schnitler førte grænseeksaminationsprotokollerne. I forbindelse med forhandlingerne med Sverige om den faktiske grænse mellem de to lande, foretog Schnitler i årene 1742-45 omfattende undersøgelser om brug af grænselandet. Samer, der holdt rensdyr, blev afhørt om, hvilke områder, de benyttede til græsning for dyrene, og hvilket land de betalte skat til. I major Schnitlers protokoller for finneskatten på Helgeland er enkefru Margrethe Sverdrup - "madame Sverdrup" - en genganger. I mange år havde hun haft ansvaret for at udfærdige afgiftssedler til samerne på vegne af baron de Petersen. Da denne  udleje af græsningsområder begyndte i starten af 1700-tallet, var der næppe blevet indkrævet finneskat på Helgeland efter 1620.